# Blanquefort, Gironde
Blanquefort är en kommun i departementet Gironde i regionen Nouvelle-Aquitaine i sydvästra Frankrike. Kommunen ligger i kantonen Blanquefort som tillhör arrondissementet Bordeaux. År 2022 hade Blanquefort 16 786 invånare.

## Befolkningsutveckling
Antalet invånare i kommunen Blanquefort
Referens:INSEE